# Южно-Казахстанская комплексная археологическая экспедиция
Южно-Казахстанская комплексная археологическая экспедиция (ЮККАЭ) была утверждена в 1970 году. ЮККАЭ считается научной преемницей Южно-Казахстанской археологической экспедиции, действовавшей с 1947 по 1959 годы.

## Южно-Казахстанская археологическая экспедиция
В 1947 году была утверждена Южно-Казахстанская археологическая экспедиция, организованная Институтом истории, археологии и этнографии АН Казахской ССР. Первым её руководителем стал профессор А. Н. Бернштам, сотрудник Ленинградского отделения Института истории материальной культуры АН СССР. Активными участниками экспедиции были Г. И. Пацевич, Л. И. Ремпель, а также бывшие в то время студентами К. А. Акишев и Н. П. Подушкин.
В 1947—1951 годах экспедиция исследовала долину реки Арысь, склоны гор Каратау, берега реки Чу по границе с пустыней Бетпак-Дала, Отрарский оазис, берега реки Сырдарья, предгорья Пскемского хребта, правый берег реки Келес, а также древние караванные пути и ирригационные системы. Обследованию подверглись городища Сыгнак, Отрар, Куйрыктобе, Алтынтобе, Мардан-Куик, Пшакшитобе, Абдил-Малика.
После перерыва экспедиция была возобновлена в 1957 году. Новым руководителем стала Е. И. Агеева. Экспедиция исследовала городища Баба-ата и Актобе, а также различные могильники. В том же году начал работу Каратауский палеолитический отряд.

## В 1960-е годы
Во второй половине 1960-х годов на юге Казахстана начали действовать Семиреченская и Отрарская археологическая экспедиция, возглавляемые К. А. Акишевым. Результатом их работы стали углублённые исследования Отрарского оазиса и других археологических памятников Южного Казахстана.
В это же время благодаря многочисленным находкам старинных монет в Отраре и Куйрыктобе стала развиваться казахстанская нумизматика.

## Южно-Казахстанская комплексная археологическая экспедиция
Южно-Казахстанская комплексная археологическая экспедиция была утверждена постановлением Президиума АН Казахской ССР от 24 декабря 1970 года. Комплексность исследований подразумевала изучение памятников со времён палеолита до XVIII века, а также исследования по мелиорации, нумизматике, палеоэтнографии, палеозоологии и палеоантропологии.
Широкая рекогносцировка и микроразведка местности с применением инструментальной съёмки и аэросъёмки позволили составить археологическую карту Южного Казахстана и выявить группы новых городищ на левом берегу Сырдарьи, в долине Арыси и в предгорьях Каратау.
Многолетние стационарные исследования проводились преимущественно на объектах Отрарского и Туркестанского оазисов: городищах Отрар, Костобе, Кокмардан, Куйрыктобе, Мардан-Куик, Культобе и Джувантобе, некрополях Кокмардан, Коныртобе и Борижар.
В 1970-е — 1980-е годы широкомасштабному исследованию подвергалась городская застройка Отрара XII — начала XVIII веков, в том числе керамические и кирпичеобжигательные мастерские, общественные бани и соборная мечеть. В 1978—1979 годах проводились обширные раскопки Кокмардана. В 1980 году начались раскопки городища Куйрыктобе, в 1986 году — Алтынтобе и Мардан-Куика. В 1988—1989 годах проводилось подробное исследование могильника Коныртобе. По результатам исследований был собран большой объём информации о поселениях эпохи государства Кангюй.
На территории Таласской и Чуйской долин исследованию подвергались городища Костобе (средневековый Джамукат). Луговое (средневековый Кулан), Орнек, Акыртас; на территории Илийской долины — Талгар, Антоновское (Каялык).
В предгорьях Каратау были обнаружены стоянки времён каменного века. Их исследованием в 1970-е годы занимался отряд под руководством Х. А. Алпысбаева.
В 1993 году в работе экспедиции наступил перерыв. Работы были возобновлены в 1998 году. Тем не менее, в 1994 году начал работу совместный казахстанско-американский отряд.